# Sultans of Swing: The Very Best of Dire Straits
Sultans of Swing: The Very Best of Dire Straits — друга збірка пісень англійської групи Dire Straits, яка була випущена 10 листопада 1998 року.

## Композиції
1. Sultans of Swing – 5:50
2. Lady Writer – 3:49
3. Romeo and Juliet – 6:05
4. Tunnel of Love – 8:14
5. Private Investigations – 5:54
6. Twisting by the Pool – 3:36
7. Love over Gold – 3:40
8. So Far Away – 4:03
9. Money for Nothing – 4:09
10. Brothers in Arms – 4:55
11. Walk of Life – 4:12
12. Calling Elvis – 4:41
13. Heavy Fuel – 5:01
14. On Every Street – 4:39
15. Your Latest Trick – 5:41
16. Local Hero/Wild Theme – 4:23
17. Calling Elvis – 9:05
18. Walk of Life – 5:28
19. Last Exit to Brooklyn – 2:23
20. Romeo and Juliet – 7:30
21. Sultans of Swing – 13:14
22. Brothers in Arms – 8:54
23. Money for Nothing – 6:37

## Учасники запису
- Марк Нопфлер - гітара, вокал
- Джон Їлслі - бас-гітара
- Алан Кларк - клавіші
- Гай Флетчер - клавіші
- Девід Нопфлер - гітара
- Пік Візерс - ударні
- Гел Ліндз - гітара
- Террі Вільямс - ударні
- Джек Сонні - гітара

## Позиції у чартах
| Країна          | Позиція |
| --------------- | ------- |
| Австрія         | 5       |
| Австралія       | 4       |
| Канада          | 60      |
| Франція         | 1       |
| Німеччина       | 6       |
| Італія          | 4       |
| Нова Зеландія   | 6       |
| Норвегія        | 2       |
| Швеція          | 7       |
| Швейцарія       | 3       |
| Велика Британія | 6       |
| Іспанія         | 4       |